# Alberto Jonás

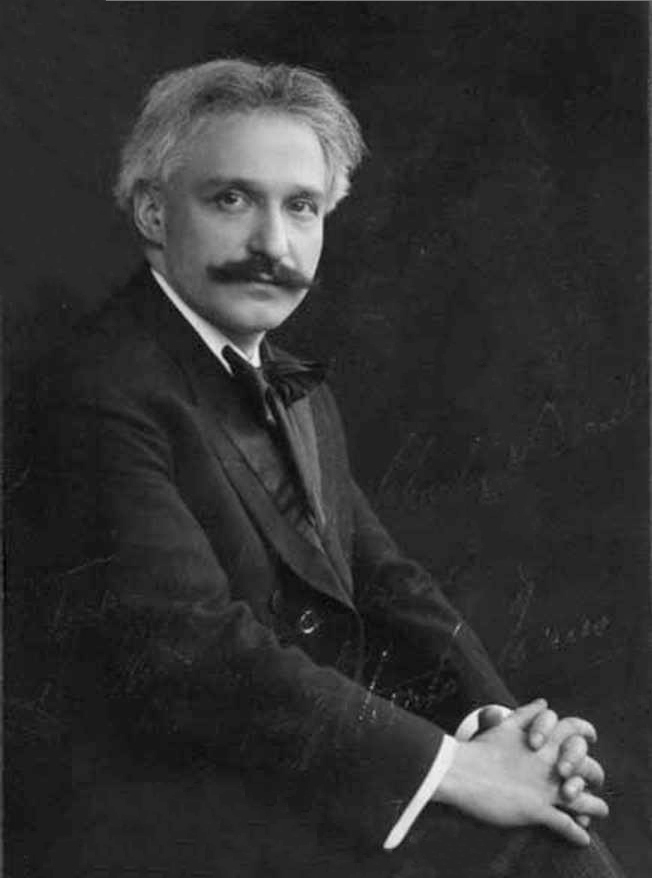
Alberto Jonás (um 1920)

Alberto Jonás (geboren am 8. Juni 1868 in Madrid; gestorben am 10. November 1943 in Philadelphia/Pennsylvania, Vereinigte Staaten) war ein spanischer Pianist.

## Leben
Die Eltern von Alberto Jonás, der Geschäftsmann Julius Jonas und dessen Frau Doris Jonas, lebten als jüdisch-deutsche Einwanderer in Madrid. Alberto Jonás studierte Musik am Königlichen Konservatorium Madrid, am Königlichen Konservatorium Brüssel und bei Anton Rubinstein in Sankt Petersburg. 1891 debütierte er mit dem Berliner Philharmonischen Orchester; es folgten ausgedehnte Tourneen durch Deutschland, Österreich, Holland, Belgien, Russland, Spanien, England, Mittelamerika, die Vereinigten Staaten und Kanada. 1894–1898 unterrichtete er Klavier an der School of Music der University of Michigan in Ann Arbor, 1898–1904 war er Direktor des Konservatoriums in Detroit.
1906–1908 wirkte Jonás als Professor am Klindworth-Scharwenka-Konservatorium in Berlin, eine Verpflichtung, die er aufgab, um mehr Zeit für die zahlreichen Privatschüler zu haben. Zu diesen zählte auch Pepito Arriola, der im Alter von sieben Jahren Schüler von Alberto Jonás wurde, kostenlosen Unterricht erhielt („nicht einmal ein Vater konnte gütiger zu mir sein“) und in dieser Zeit den Großteil seines Repertoires aufbaute. Ab 1914 lebte Jonás  in New York City und schaffte sich als Professor am Combs College of Music in Philadelphia und als Privatmusiklehrer in New York einen Ruf als bedeutender Klavierpädagoge. Daneben widmete er sich der Ausarbeitung seiner monumentalen Master School of Modern Piano Playing & Virtuosity. Alberto Jonás, der mit gleicher Leichtigkeit Spanisch, Französisch, Deutsch und Englisch sprach, verstarb 75-jährig in Philadelphia.

## Die „Meisterschule“
Die siebenbändige Master School of Modern Piano Playing & Virtuosity oder Meisterschule der modernen Klaviervirtuosität ist ausgelegt als „Universalmethode, die alle technischen, ästhetischen und künstlerischen Elemente für die höchste pianistische Virtuosität umfasst“. Folgende Persönlichkeiten haben Übungen beigesteuert: Wilhelm Backhaus, Fannie Bloomfield-Zeisler, Ferruccio Busoni, Alfred Cortot, Ernst von Dohnányi, Arthur Friedheim, Ignaz Friedman, Ossip Gabrilowitsch, Rudolph Ganz, Katherine Goodson, Leopold Godowsky, Josef Lhévinne, Isidore Philipp, Moriz Rosenthal, Emil von Sauer, Leopold Schmidt und Sigismond Stojowski. Die sieben Bände sind folgenden Schwerpunkten gewidmet:
- 1. Buch, erschienen 1922: „Streckübungen“ (S. 7), „Übungen mit stillstehender Hand“ (S. 25), „Gelenkigkeit und Behendigkeit der Daumen“ (S. 41), „Fingerübungen“ (S. 65).
- 2. Buch, erschienen 1922: „Meisterschule der Tonleitern“ (S. 1), „Legato – Staccato – Portamento“ (S. 157), „Anschlag, Ton und Qualität“ (S. 187), „Der singende Ton“ (S. 193), „Treffsicherheit“ (S. 215).
- 3. Buch, erschienen 1925: „Meisterschule der Arpeggien“ (S. 1), „Finger-Repetitionen“ (S. 157), „Doppelschläge“ (S. 189), „Meisterschule der Triller“ (S. 199), „Wie man üben soll – Wie man vortragen muss“ (S. 259).
- 4. Buch, erschienen 1929: „Meisterschule der Terzen“ (S. 1), „Meisterschule der Sexten“ (S. 135), „Meisterschule der Quarten“ (S. 207), „Sekunden und Septimen“ (S. 251), „Gemischte Doppelnoten“ (S. 257).
- 5. Buch, erschienen 1927: „Meisterschule der Staccati, Oktaven und Akkorde“ (S. 1), „Fingersätze“ (S. 163), „Rhythmus – Takt – Akzente“ (S. 205).
- 6. Buch, erschienen 1929: „Die künstlerische Anwendung der dynamischen und agogischen Mittel“ (S. 1), „Der künstlerische Gebrauch der Klavier-Pedale“ (S. 113), „Die Kunst, auswendig zu lernen“ (S. 218).
- 7. Buch, erschienen 1929: „Exercises for Fingers, Wrists and Arms Away from the Piano“ (S. 1), „Phrasing“ (S. 7), „Embellishments“ (S. 21), „Sight Reading“ (S. 57), „Conception“ (S. 61), „Expression – Musical Prosody and Musical Declamation“ (S. 71), „Execution and Rendition“ (S. 85), „Style“ (S. 101), „Successful Playing in Public“ (S. 125).

## Informationsbasis